# Изюмское (Боровский район)
Изюмское (укр. Ізюмське) — село,
Изюмский сельский совет,
Боровский район,
Харьковская область, Украина.
Код КОАТУУ — 6321082001. Население по переписи 2001 г. составляет 694 (312/382 м/ж) человека.
Является административным центром Изюмского сельского совета, в который, кроме того, входят сёла
Андреевка,
Глущенково,
Дружелюбовка,
Красный Гай,
Новый Мир,
Ольговка и
Червоный Став.

## Географическое положение
Село Изюмское находится рядом с истоками реки Нитриус.
Рядом с селом начинается урочище Грачино.

## История
- 1680 — дата основания.

## Экономика
- КСП «Изюмское».